# Famille Frédeau
Cette page explique l’histoire ou répertorie les différents membres de la famille Frédeau.
La famille Frédeau, originaire du nord de la France et peut-être de Paris, a donné plusieurs artistes réputés aux XVIe et XVIIe siècles.

## Généalogie
- Antoine Frédeau, peintre, marié à Marie de Villain qui lui a donné quatre enfants :
  - Ambroise Frédeau, moine augustin, peintre ;
  - Michelle Frédeau mariée à Simon du Camp ;
  - Jean Frédeau (+ Toulouse 1644), architecte et maître sculpteur, marié à Antoinette de Morizot[1]. Leur fille Antoinette épouse en 1661 Thibaud Maistrier ;
  - Mathieu Frédeau, peintre, marié à Clémence Legrand, parisienne[N 1].

## Principaux membres

### Ambroise Frédeau
Né vers 1589 et mort en 1673 à Toulouse.
Élève de Simon Vouet, il prit sa vêture en 1640 et fit sa profession en 1641 « en qualité de frère lai » au couvent des Augustins de Toulouse.
Selon les PP Duchesne et Salinge, il avait décoré les chapelles et les salles du couvent, où il a peint, dans la chapelle Sainte-Anne, Saint Augustin recevant l'habit monastique, et au couvent des Augustins de Toulouse (actuellement Musée de Toulouse), Saint Augustin présentant son cœur à Jésus-Christ porté par la Sainte Vierge. Cette dernière composition se retrouve dans l'église paroissiale de Grenade ;
Comme autres œuvres, on lui connaît :
En peinture
- Saint Guillaume de Toulouse (755-812) tourmenté par les démons, conservé au Musée des Augustins de Toulouse
- Visite de Jésus-Christ ressuscité aux saints Pères détenus dans les limbes, à l'Église Saint-Pierre des Chartreux de Toulouse;
- Saint Nicolas de Tolentino consolé au moyen du concert de musique des anges (1650). Cette œuvre, qui se trouve au musée de Toulouse, est la plus brillante, avec une composition plus peuplée et aussi plus ordonnée que les œuvres les plus complexes d'Herrera ou d'Espinosa[2].
- La Vierge et l'enfant Jésus au Rosaire Musée des Beaux-Arts de Carcassonne

En sculpture
- L'envie et La discorde toutes deux au musée des Augustins de Toulouse.

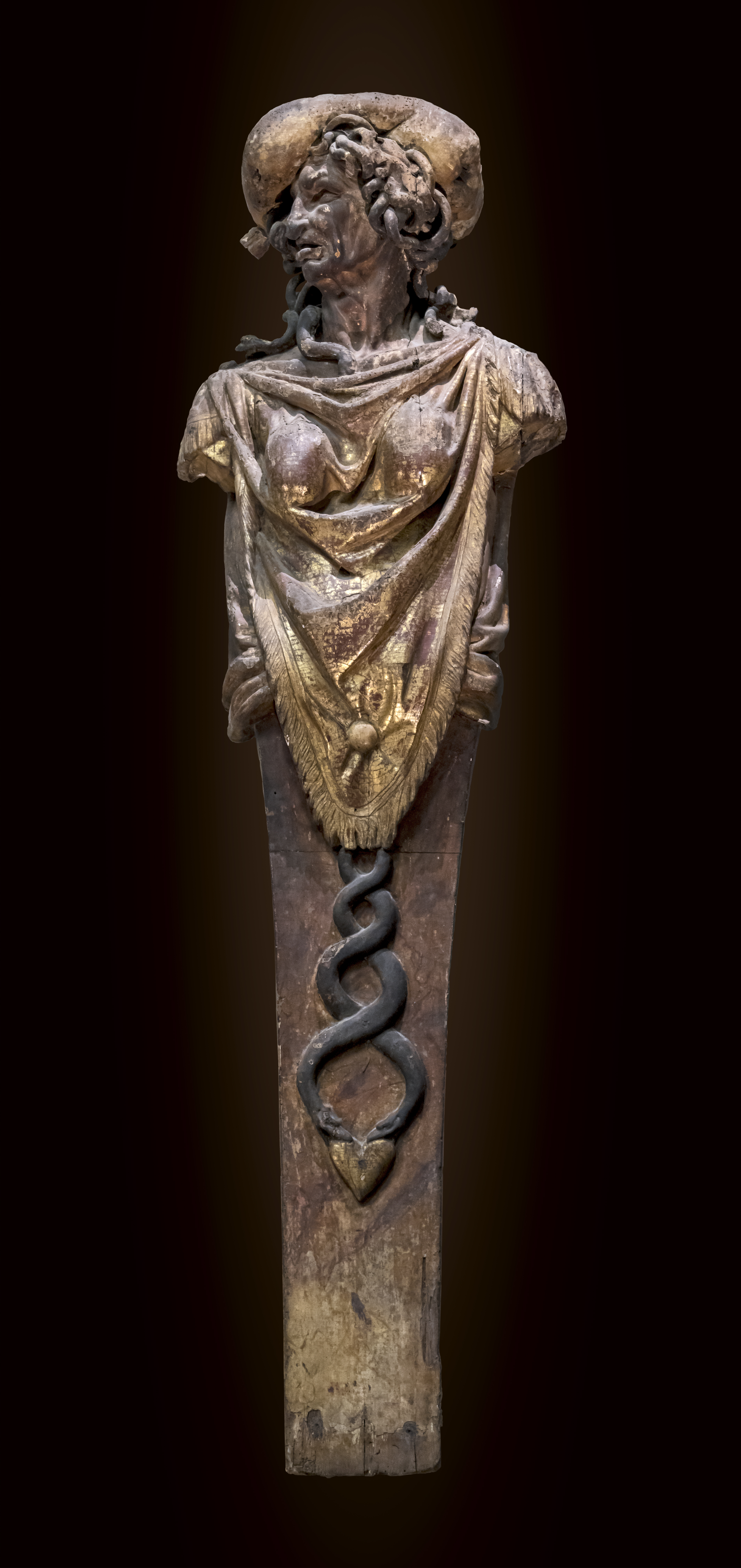
L'envie - Musée des Augustins de Toulouse.
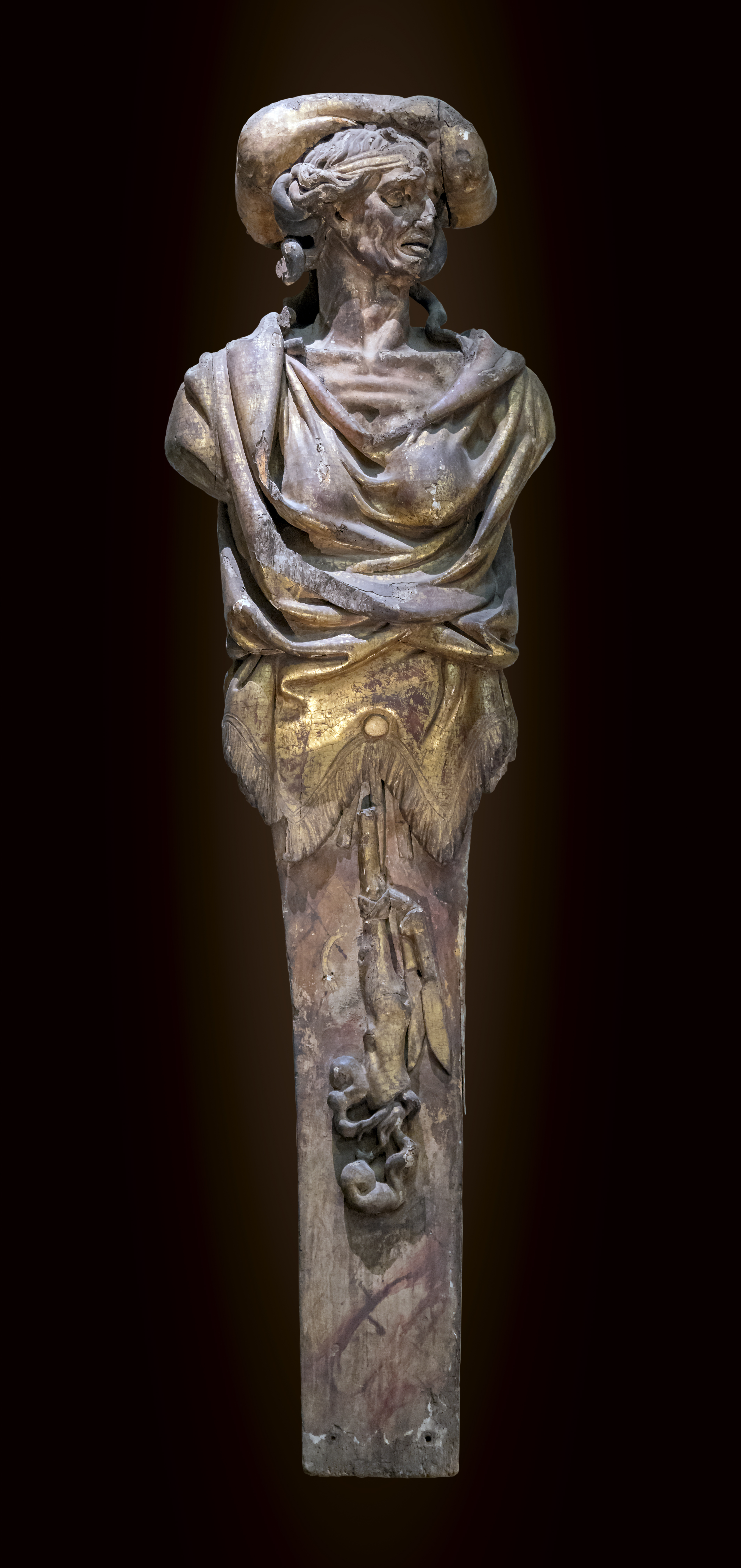
La discorde - Musée des Augustins de Toulouse.
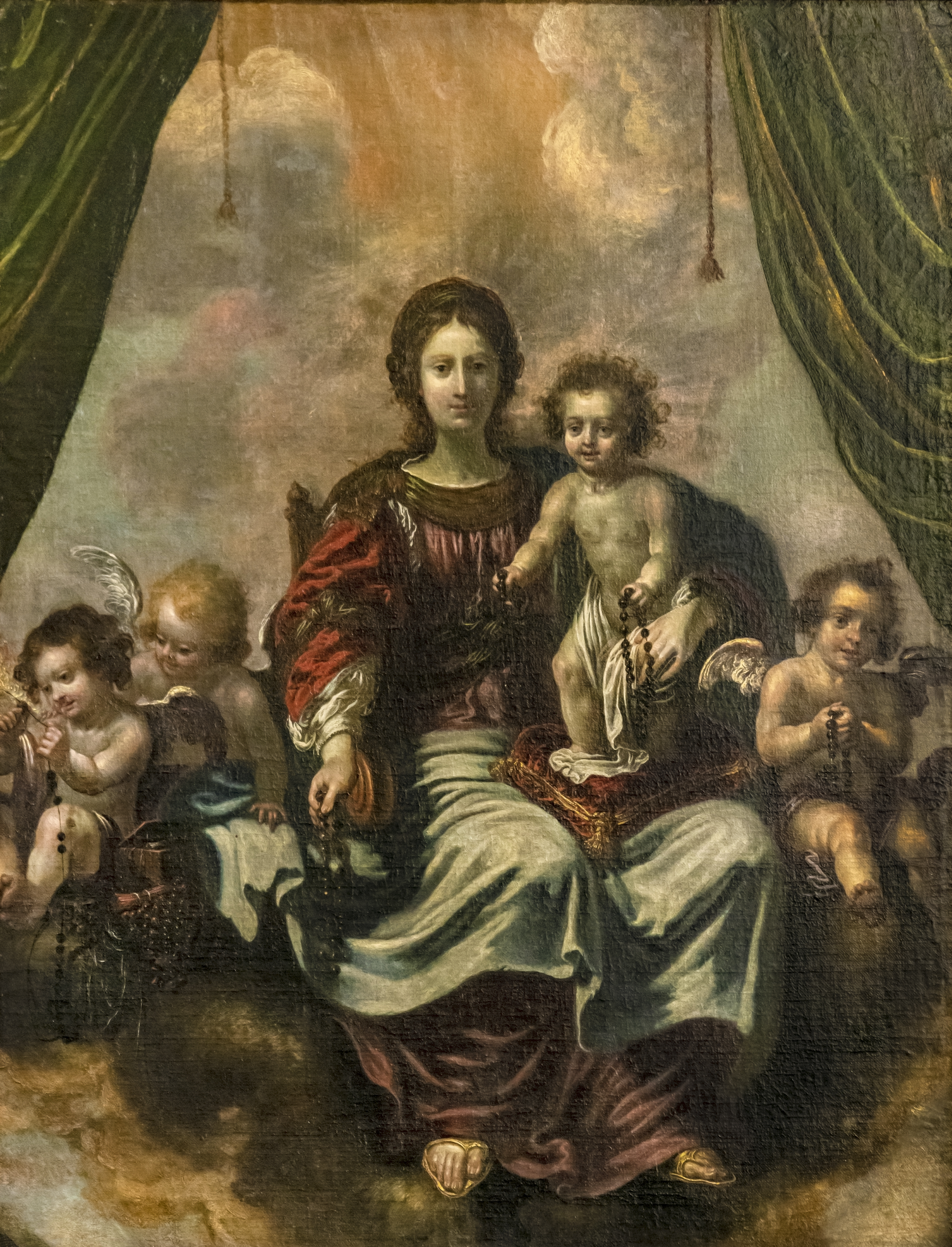
La Vierge et l'enfant Jésus au Rosaire Musée des Beaux-Arts de Carcassonne
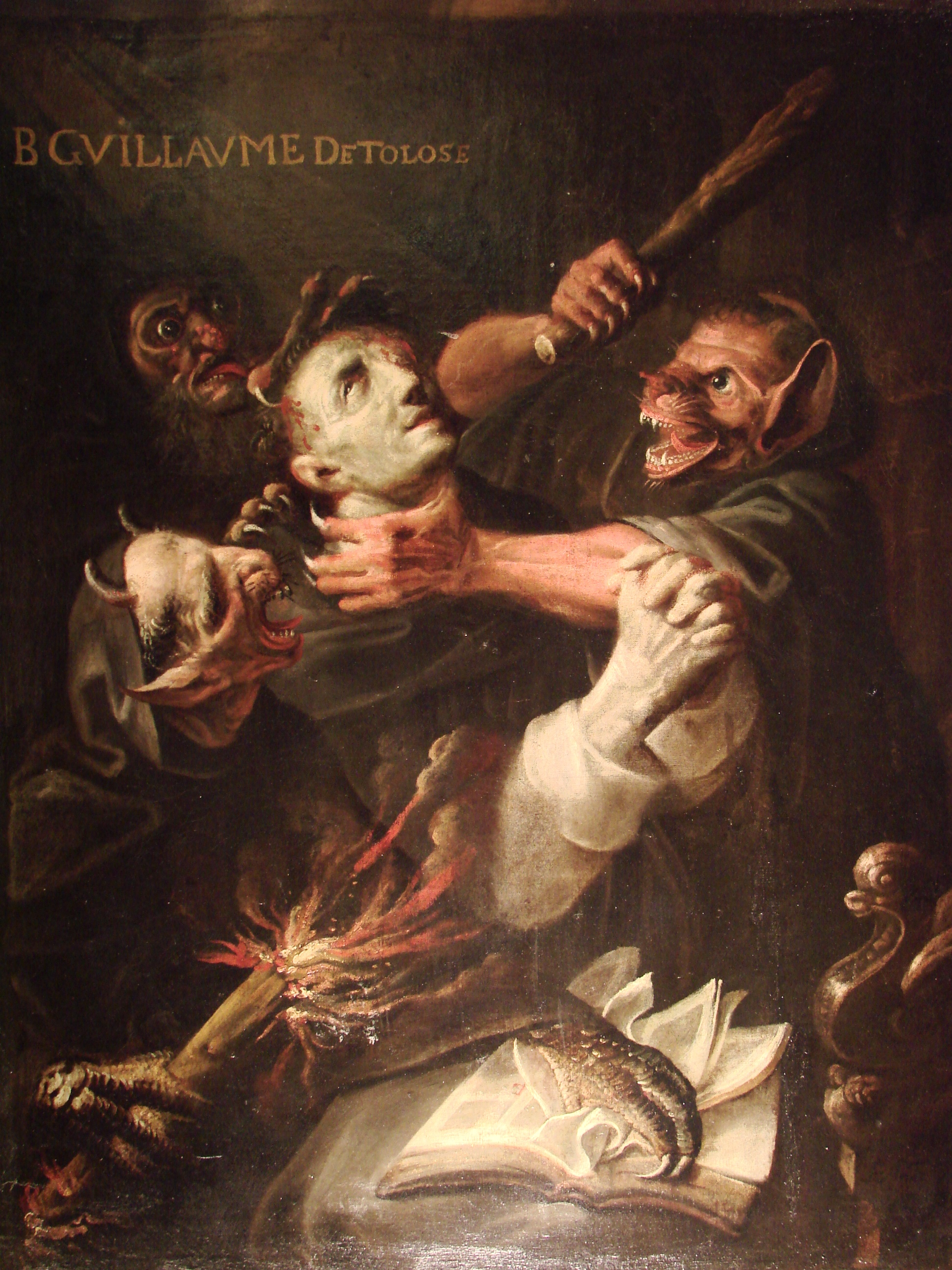
Le bienheureux Guillaume de Tolose tourmenté par les démons (1657). Musée des Augustins de Toulouse.

Il a eu Jean-Pierre Rivalz comme apprenti pendant deux ans (1643-1644).
Une rue porte son nom à Toulouse depuis la deuxième moitié du XXe siècle. Elle longe le chemin de fer en bas de la Côte Pavée.

### Jean Frédeau
Fut sculpteur et architecte.

### Mathieu Frédeau

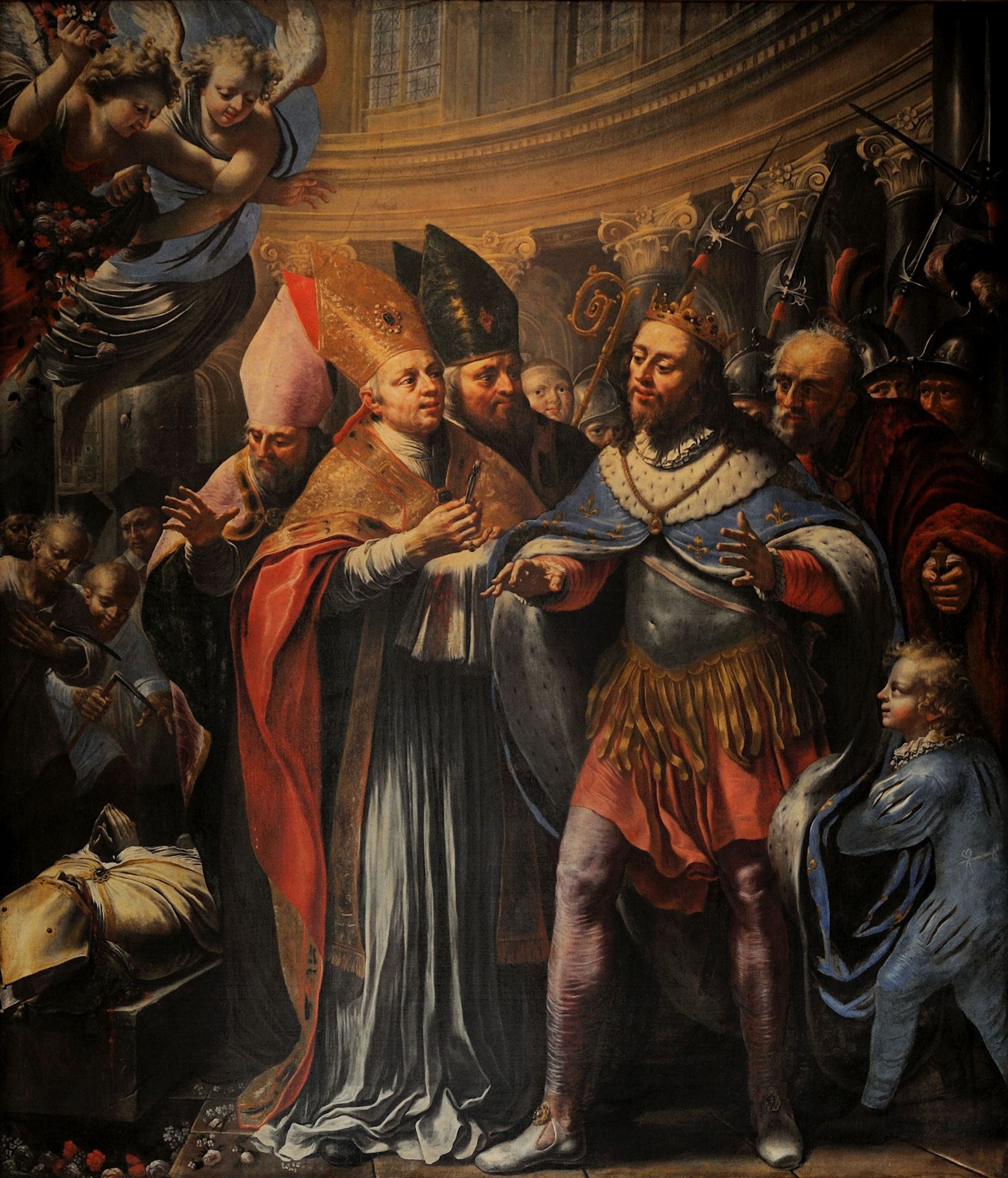
Le Miracle de la dent de saint Rieul, par Mathieu Frédeau (1645, cathédrale Notre-Dame, Senlis.

Né en 1589 et mort en 1673. Peintre du roi, on lui connaît plusieurs tableaux :
- Sainte Madeleine (1642), au musée des Beaux-Arts, à Tours ;
- Le Miracle de la dent de saint Rieul (1645), dans la cathédrale Notre-Dame de Senlis ;
- Saint Roch (1650), dans l'église Notre-Dame-de-la-Jonquière de Lisle-sur-Tarn ;
- Tentation de saint Antoine, dans la basilique Notre-Dame de Marceille, à Limoux ;
- Sainte Famille, dans l'église Saint-Sauveur-et-Saint-Sixte, à Crestet ;
- Sainte Famille, dans la chapelle des Pénitents noirs, à Valréas[3].